# Agrokomplex – Výstavníctvo Nitra
Agrokomplex - Výstavnictvo Nitra, štátny podnik je slovenská společnost zabývající se organizací a pořádáním výstav.

## Dějiny
1. ledna 1973 vzniklo na podnět resortu zemědělství „Výstavníctvo poľnohospodárstva a potravinárskeho priemyslu, odštepný závod“ se sídlem v Nitře. Tento závod zajišťoval svou činnost prostřednictvím čtyř středisek: aranžérsko-reprodukčního, zámečnického, montážně-stavebního a projekčního.
1. ledna 1976 byla zřízena účelová organizace „Agrokomplex – Výstavníctvo stálej celoštátnej poľnohospodárskej výstavy“ v Nitře.
V roce 1989 byla zřízena příspěvková organizace Agrokomplex - Výstavnictvo Nitra. V tomto období se začaly připravovat nová témata veletrhů a didakticko-naučné zaměření výstavy Agrokomplex se měnilo na komerční s cílem vytvořit moderní informační výstavní a veletržní akce zaměřené na trh. Organizovaly se nové veletržní projekty, které se konají dodnes. Nejúspěšnější z nich jsou zaměřeny na nábytek a bydlení, gastrotechniku, strojírenství, svařování, slévání a metalurgii, stavební mechanizaci, zahrádkářství, automobily, lesnictví a dřevozpracující technologie.
Od 1. ledna 2008 existuje výstaviště v nové právní formě jako „Agrokomplex - Výstavnictvo Nitra, štátny podnik“.

## Současnost
Výstavní areál má celkovou rozlohu 143 ha, celková kapacita výstavního areálu je 90 906 m², krytá výstavní plocha v pavilonech 40 906 m², volná výstavní plocha 50 000 m², počet pavilonů 15, výstaviště má k dispozici 1 kongresovou halu a 5 kongresových místností.
Agrokomplex - Výstavnictvo nabízí na výběr pro návštěvníky i pro vystavovatele velké množství výstav a veletrhů s různorodým zaměřením.